# Distribució (biologia)
|  | «Distribució de població» redirigeix aquí. Vegeu altres significats a «Distribució de probabilitat», «Població estadística» i «Població mundial». |

Els tres tipus bàsics de distribució de població dins d'una àrea. De dalt a baix: espaiada (uniforme/regular), aleatòria i concentrada (agregada)

En biologia, la distribució d'una espècie és l'àrea geogràfica dins la qual es pot trobar aquesta espècie. Dins d'aquesta àrea, la dispersió és la variació de la densitat local.
El terme «distribució» se sol puntualitzar:
- De vegades es fa una distinció entre la «distribució natiua» d'una espècie i els llocs on ha estat introduïda per l'agent humà (de manera deliberada o accidental), així com allà on ha estat reintroduïda després d'una extinció local.
- Per espècies que es troben en diferents regions durant diferents èpoques de l'any, se solen fer servir termes com «distribució estival» i «distribució hivernal».
- Quan es parla sobre la mobilitat dels animals se sol emprar el terme «distribució natural».
- De vegades es fan servir qualificadors temporals o geogràfics, tals com «distribució britànic» o distribució prèvia al 1950».

Existeixen com a mínim cinc tipus de models de distribució:
- Aleatori/disseminat (ubicació aleatòria)
- En clústers/agrupat (la majoria estan ubicats en una àrea)
- Lineal (les ubicacions conformen una línia)
- Radial (les ubicacions fan una forma de x)
- Regular/ordenada